# Алберт Хасторф
Алберт Х. Хасторф (1921 — Пало Алто, Калифорнија, 26. септембар 2011) био је пионир у проучавању друштвене перцепције и интеракције и слављени члан управе Стeнфорд универзитета. У раној каријери је био познат као коаутор једне од најпознатијих студија социјалне психологије — студије која је живописно илустровала конструктивну и потенцијално пристрасну природу перцепције — а његови доприноси психологији и америчкој академији били су широки.

## Професор и администратор на Станфорду
Хасторф се придружио Станфордовом факултету 1961. године, а од 1961. до 1970. био извршни начелник одељења за психологију. Био је и оснивач универзитетског интердисциплинарног програма за људску биологију, убрзо један од најпопуларнијих Стаефордових мајстора и атрактивна капија за студенте заинтересоване за медицину. Његова здрава пресуда, лична грациозност, добар хумор и неоспорени интегритет учинили су га популарним избором декана Школе хуманистичких наука од 1970. до 1974. године. Уважавање које је уживао Алберт у Станфордовој заједници пропраћено је низом награда, укључујући награду Лојд Динкелспил за изузетну услугу студентском образовању и награду Ричард Лиман за јединствену и посвећену услугу универзитету.